# PalaCalafiore
Il Palazzo dello Sport Francesco Calafiore, abbreviato in PalaCalafiore, è un impianto sportivo italiano di Reggio Calabria. Inaugurato nel 1990 come PalaPentimele dall'omonimo quartiere del settore centro-settentrionale della città dove esso sorge, ha il nome attuale dal 2004. Con i suoi 8450 posti è il palasport più capiente del sud Italia.

## Storia
L'architettura moderna e le notevoli dimensioni ne fanno una delle arene sportive coperte più importanti d'Italia; in grado di ospitare 8450 spettatori al massimo della sua capienza, è uno dei più ampi d'Italia. Esternamente è presente un grande parcheggio.
Costruito nel 1990, si chiamò fino al 2004 PalaPentimele. Nel 2004 fu intitolato a Francesco Calafiore, giornalista sportivo reggino specializzato nella pallacanestro.
La struttura è polivalente, ed ospita manifestazioni sportive (tra le quali le gare interne della Viola Reggio Calabria), concerti e congressi. I grandi eventi musicali in questa struttura sono stati aperti dalla prima europea del "Soul Cage Tour" di Sting il 1º novembre del 1991.
È stato ristrutturato per il Campionato mondiale maschile di pallavolo 2010, e di fianco è stata costruita una palestra con tetto apribile con spalti, terreno di gioco in parquet (regolamentare) completamente climatizzata, chiamata "zona warm-up".
Nel marzo 2012 la struttura metallica del palco in allestimento, che avrebbe dovuto ospitare un concerto dell'Inedito World Tour 2011-2012 di Laura Pausini, crolla abbattendosi sulle gradinate e su alcuni operai. La struttura colpisce in pieno uno degli operai, che muore sul colpo. Dalle indagini emerge che il PalaCalafiore ha solo l'agibilità parziale: nella struttura sono stati ospitati in passato eventi musicali e sportivi con l'autorizzazione del sindaco che ha agito in deroga.
A febbraio 2013 l'impianto viene dissequestrato ma necessita di un grosso restauro per poter risultare nuovamente agibile. Due mesi dopo, nell'aprile 2013, il commissario Panico ordina che la struttura venga restituita alla città. A giugno 2013, solo dopo lo sdegno del presidente del CONI, si scopre che i soldi per il restauro erano in realtà già disponibili attraverso il Ministero dell'Economia e quello per gli Affari Regionali, che avevano destinato un bando di finanziamento per realizzare nuovi impianti sportivi o per restaurare quelli esistenti. Ben 400.000 euro sono stati destinati al restauro e la definitiva messa a punto della struttura e dopo due anni e mezzo, esattamente il 23 novembre 2014, la Viola è tornata a giocarci. Il palazzetto riceve l'agibilità definitiva il 24 dicembre 2014.
Dal 2016 il PalaCalafiore è tornato ad ospitare molti tour nazionali e internazionali tra cui quelli di Claudio Baglioni, Emma, Alessandra Amoroso, Ligabue, Notre Dame de Paris, Fedez, J-Ax, Caparezza, Negramaro, Marco Mengoni, Thegiornalisti e Nek-Max-Renga.

## Concerti di rilievo
- Sting - The Soul Cages World Tour 1991
- Pooh - Tour Il cielo è blu sopra le nuvole 1992
- Vasco Rossi - Gli spari sopra Tour 1993
- Zucchero - Spirito DiVino Tour 1995
- Articolo 31 - Così Com'è Tour 1996
- Ligabue - Buon compleanno Elvis! Tour 1996
- Francesco De Gregori - Prendere e lasciare Tour 1996
- Claudio Baglioni - Io sono qui 1996
- 883 - La dura legge del goal Tour 1997
- Litfiba - Mondi sommersi Tour 1997
- Jovanotti - L'Albero Tour 1997
- Pooh - The best of Pooh Tour 1998
- Zucchero - Blue Sugar Tour 1999
- Claudio Baglioni - Il viaggio tour 2000
- Pooh - Cento di queste vite Tour 2001
- Claudio Baglioni - Crescendo Tour 2004
- Jovanotti - Buon Sangue Tour 2005
- Mark Knopfler Tour 2005
- Deep Purple - 12 marzo 2007
- Negramaro Tour 2016
- Alessandra Amoroso - Vivere a colori tour 2016
- Emma - Adesso tour 2016
- Marco Mengoni - Mengoni Live 2016
- Ligabue - Made In Italy Tour 2017
- Claudio Baglioni - Due date dell'Al centro Tour 2019
- Negramaro - Amore che torni Tour 2019
- Alessandra Amoroso - 10 tour 2019
- Emma - Essere qui Tour - Exit Edition 2019
- Marco Mengoni - Mengoni Live 2019
- Biagio Antonacci - “Palco Centrale Tour” 2023